# Командный чемпионат СССР по спидвею 1973

## Класс «А»
| М | Команда                    | Матч | Очки |
| - | -------------------------- | ---- | ---- |
| 1 | «Турбина», г. Балаково     | 12   | 21   |
| 2 | «Восток», г. Владивосток   | 12   | 17   |
| 3 | «Сибирь», г. Новосибирск   | 12   | 12   |
| 4 | «Нева», г. Ленинград       | 12   | 11   |
| 5 | «Башкирия», г. Уфа         | 12   | 11   |
| 6 | «Жигули», г. Тольятти      | 12   | 9    |
| 7 | «Локомотив», г. Даугавпилс | 12   | 3    |

## Класс «Б»

### Финал
| М | Команда                   | Матч | Очки |
| - | ------------------------- | ---- | ---- |
| 1 | «Автомобилист», г. Донецк |      |      |
| 2 | «Салават», г. Салават     |      |      |

### 1 зона
| М | Команда                   | Матч | Очки |
| - | ------------------------- | ---- | ---- |
| 1 | «Автомобилист», г. Донецк | 10   | 19   |
| 2 | «Тайфун», г. Элиста       | 10   | 15   |
| 3 | «Радуга», г. Ровно        | 10   | 14   |
| 4 | «Карпаты», г. Львов       | 10   | 6    |
| 5 | «Электрон», г. Черкесск   | 10   | 4    |
| 6 | «Лтава», г. Полтава       | 10   | 2    |

### 2 зона
| М | Команда                    | Матч | Очки |
| - | -------------------------- | ---- | ---- |
| 1 | «Салават», г. Салават      | 14   | 28   |
| 2 | «Кузбасс», г. Кемерово     | 14   | 22   |
| 3 | «Центр», г. Москва         | 14   | 20   |
| 4 | «Урожай», г. Мелеуз        | 14   | 14   |
| 5 | «Урал», г. Стерлитамак     | 14   | 14   |
| 6 | «Нефтяник», г. Октябрьский | 14   | 8    |
| 7 | «Подмосковье», г. Серпухов | 14   | 8    |
| 8 | «Салют», г. Саратов        | 14   | 2    |

## Медалисты
| «Турбина», г. Балаково   | Владимир Гордеев, Валерий Гордеев, В.Калмыков, Г.Куриленко, М.Краснов, В.Зотов, В.Никипелов, А.Миронов, А.Миклашевский, А.Ухов, С.Дюжев                 |
| «Восток», г. Владивосток | О.Галяутдинов, В.Заплешный, А.Павлов, В.Зиганшин, Н.Семенов, В.Михайленко, С.Шевченко,С.Гаврилов, С.Виговский, В.Нестеров, Н.Коротаев                   |
| «Сибирь», г. Новосибирск | В.Пазников, В.Кочетов, А.Павлюченко, Ю.Дубинин, В.Дубинин, В.Яловенко, А.Ивченко, Б.Вихорев, А.Кочетов, В.Кузнецов, С.Тарабанько, А.Суханов, Г.Щербинин |